# Zapasy na Igrzyskach Ameryki Południowej 1978
Turniej w ramach Igrzysk w Boliwii 1978 rozegrano w grudniu w mieście La Paz.

## Tabela medalowa
Gospodarz zawodów został zaznaczony kolorem.
| Poz.    | Państwo   |    |   |   | Łącznie |
| 1       | Argentyna | 6  | 3 | 0 | 9       |
| 2       | Boliwia   | 2  | 2 | 1 | 5       |
| 3       | Peru      | 2  | 1 | 1 | 4       |
| Łącznie | Łącznie   | 10 | 6 | 2 | 18      |

## Wyniki

### W stylu wolnym
| Waga    | złoty           | srebrny          | brązowy        |
| ------- | --------------- | ---------------- | -------------- |
| 48 kg   | Ernesto Mamani  | ----             | ----           |
| 52 kg   | Paulo Ibire     | ----             | ----           |
| 57 kg   | José Martínez   | Marcos Vera      | Carlos Hurtado |
| 62 kg   | Víctor Velarde  | Carlos Soria     | ----           |
| 68 kg   | Ruben Chávez    | Oscar Gauna      | ----           |
| 74 kg   | Juan Clivio     | Rafael Sotomayor | Guillermo Moor |
| 82 kg   | Daniel Iglesias | Juan Rollano     | ----           |
| 90 kg   | Erico Francone  | ----             | ----           |
| 100 kg  | Osvaldo Misrahi | ----             | ----           |
| +100 kg | Hugo Zambrano   | Carlos Bustos    | ----           |